# Federazione pallavolistica di Saint Lucia
La Federazione santaluciana di pallavolo (eng. St. Lucia Amateur Volleyball Association) è un'organizzazione fondata per governare la pratica della pallavolo a Saint Lucia.
Organizza il campionato maschile e femminile, e pone sotto la propria egida la nazionale maschile e femminile.
Ha aderito alla FIVB nel 1986.